# Doraturopsis microcephala
Doraturopsis microcephala är en insektsart som beskrevs av Kusnezov 1938. Doraturopsis microcephala ingår i släktet Doraturopsis och familjen dvärgstritar. Inga underarter finns listade i Catalogue of Life.